# Damnica (stacja kolejowa)
Damnica – stacja kolejowa w Damnicy, w województwie pomorskim, w Polsce. Stacja w Damnicy jest obsługiwana przez wybrane kursy trójmiejskiej SKM.

## Ruch pasażerski
| Rok  | Wymiana pasażerska na dobę |
| ---- | -------------------------- |
| 2017 | 150-199                    |
| 2022 | 150-199                    |

Od 10 grudnia 2017 pociągi trójmiejskiej SKM przestały kursować na odcinku Lębork – Słupsk.